# هنري لوبيشر
هنري لوبيشر (بالإنجليزية: Henry Loubscher) (مواليد 9 أغسطس 1936) هو ملاكم جنوب أفريقي، مثّل بلاده في الألعاب الأولمبية الصيفية في دورتي 1956 و1960.

## روابط خارجية
هنري لوبيشر على موقع أوليمبيديا (الإنجليزية)